# Jordanoleiopus nimbae
Jordanoleiopus nimbae là một loài bọ cánh cứng trong họ Cerambycidae.